# Leptospirose ictéro-hémorragique
 Mise en garde médicale
La leptospirose ictéro-hémorragique ou maladie de Weil est une forme clinique classique de la leptospirose, associant un ictère et une atteinte rénale (hépatonéphrite) avec des troubles hémorragiques. Elle est due à Leptospira interrogans, classiquement le serovar ictero-hæmorragiæ, mais de nombreux autres sérovars sont possibles.
Elle était considérée autrefois comme la plus grave des leptospiroses. Depuis la fin du XXe siècle, elle est vue comme une forme plus habituelle, se présentant sous des formes moins graves, du moins dans les pays développés.

## Contamination
L'homme est contaminé par contact cutané (peau lésée) avec les urines des rongeurs (eau souillée lors d'activités en milieu humide). Les rongeurs sauvages étant porteurs sains de Leptospira hébergés dans leurs tubules rénaux et qu'ils éliminent par leurs urines.

## Manifestations cliniques
Elles sont variables en intensité. Dans la majorité des cas, elles sont et restent le plus souvent peu graves. Toutefois, de façon imprévisible, elles peuvent évoluer vers des troubles sévères, voire gravissimes avec plus de 10 % de mortalité.

### L'ictère flamboyant
Le début est brutal avec syndrome infectieux sévère (fièvre élevée, frissons, asthénie majeure) et douloureux (céphalées, douleurs diffuses ostéoarticulaires et musculaires), qui correspondent à une phase septicémique. L'examen à ce stade peut montrer une conjonctivite, un herpès labial, un exanthème, une hépatomégalie douloureuse.
Au bout de quelques jours (2 à 8 jours) un ictère (jaunisse) apparait. Il fonce rapidement pour être maximum en 2 jours. Quand il est intense, d'une couleur jaune safran associée à la rougeur d'une vasodilatation cutanée, il réalise « l'ictère flamboyant » classique. Il dure une dizaine de jours en coïncidant avec une diminution de la fièvre.
Classiquement (en l'absence de traitement moderne), après une accalmie de quelques jours (durée variable), une rechute survient. C'est la 2e crise, où l'on retrouve les troubles du début, mais moins intenses et sans retour de l'ictère qui continue de s'effacer. Après cette nouvelle phase d'une semaine, la guérison était longue nécessitant une convalescence de plusieurs semaines.

### L'atteinte rénale
Lors de la première crise, l'atteinte rénale se caractérise par de l'albuminurie et une diminution de la production d'urine. Dans les formes les plus graves, pendant la phase aigüe de la maladie, une insuffisance rénale aigüe avec anurie peut survenir, nécessitant une hémodialyse en urgence.

### Troubles hémorragiques
Les troubles mineurs sont fréquents : petites hémorragies cutanées (pétéchies), saignement de nez (épistaxis), des gencives. Une baisse des plaquettes (thrombopénie) est fréquente.
Les saignements peuvent se produire au niveau des voies respiratoires et digestives, uro-génital, des reins et des surrénales. Les hémorragies peuvent être mortelles, soit par leur caractère massif (hémorragies gastro-intestinales), soit par leur siège vital (alvéoles pulmonaires).

### Autres troubles
Assez rarement, il existe également une méningite associée, mais de bon pronostic en elle-même.
Les formes multiviscérales sont les plus graves : atteintes cardio-vasculaires, pulmonaires, choc septique, pouvant nécessiter des techniques de réanimation spécifique

## Diagnostic
En pratique courante le diagnostic repose sur la sérologie. Un test ELISA IgM est utilisé en dépistage.
En cas de positivité, il faut confirmer le résultat par la technique de référence : le test de Martin et Pettit, aujourd'hui appelé MAT (Micro-Agglutination Test) qui détecte, en 2016, les 24 sérovars les plus fréquents en France. Ce dernier examen n'est réalisé que par quelques laboratoires experts. Son principal inconvénient est de n'être pas utilisable au début de la maladie (le patient n'ayant pas encore développé d'anticorps). Ce test s'effectue à partir du 12e jour. Une sérologie négative n'exclut pas le diagnostic et doit être répétée 2 à 3 semaines plus tard.
Une nouvelle technique de PCR en temps réel a l'avantage de donner des résultats plus précoces, très spécifiques, mais peu sensibles, en étant plus coûteuse. Il existe de nombreuses autres techniques en cours d'évaluation, à la recherche de tests et de stratégies diagnostics s'approchant de l'idéal (technique précoce, rapide, fiable et peu coûteuse).

## Physiopathologie
Les mécanismes de la maladie restent encore mal connus. Les leptospires viennent tapisser la paroi interne des petits vaisseaux (endothélium) d'organes cibles (foie, rein, poumon...). Elles y adhèrent en provoquant une inflammation compliquée de phénomènes hémorragiques. Différentes hypothèses font appel à des explications complémentaires : facteurs mécaniques, toxiniques, auto-immuns.

## Traitement
Le traitement curatif repose sur une antibiothérapie précoce : pénicilline G, sinon ampicilline, amoxicilline ou doxycycline, durant 7 à 10 jours. Cela permet de diminuer la durée de la maladie et l'intensité des manifestations, ainsi que d'arrêter une éventuelle excrétion leptospires dans les urines.
Les formes graves sont traitées selon des techniques de réanimation , adaptées à chaque cas particulier.